# Lippe (departament)
Departamentul Lippe (franceză Département des Lippe, germană Departement der Elbmündung(en)) a fost un departament al Franței din perioada primului Imperiu. 
Departamentul a fost format în aprilie 1811 în urma anexării unor teritorii ale statelor din Confederația Rinului în 1811. Motivul principal al anexării era de a controla strict aplicarea Blocadei Continentale, politică față de care cele mai importante regiuni portuare de la Marea Nordului erau reticente. Teritoriul departamentului a fost format din teritoriile nordice ale Marelui Ducat Berg care fuseseră anexate începând cu 1 ianuarie 1811 departamentelor vecine: arondismentele Rees și Munster din departamentul Yssel-Supérieur, arondismentul Neuhaus din departamentul Ems-Occidental și arondismentul Steinfurt din departamentul Bouches-de-l'Yssel. 
Departamentul este numit după Râul Lippe. Reședința departamentului a fost orașul Münster, ortografiat în franceză ca Munster. 
Departamentul este divizat în 4 arondismente și 22 cantoane astfel:
- arondismentul Münster, cantoanele: Dülmen, Haltern, Münster, Nottuln și St. Mauritz.
- arondismentul Neuenhaus, cantoanele: Bad Bentheim, Heede, Neuenhaus, Nordhorn și Wesuwe.
- arondismentul Rees, cantoanele: Bocholt, Borken, Emmerich, Rees, Ringenberg și Stadtlohn.
- arondismentul Steinfurt, cantoanele: Ahaus, Billerbeck, Coesfeld, Ochtrup, Rheine și Steinfurt.

În urma înfrângerii lui Napoleon în 1814 teritoriul revine Regatului Hanovra și Prusia în cadrul căreia face parte din provincia Jülich-Cleves-Berg. Actualmente teritoriul face parte din landurile Saxonia Inferioară și Renania de Nord-Westfalia.